# Atlan e Árcon

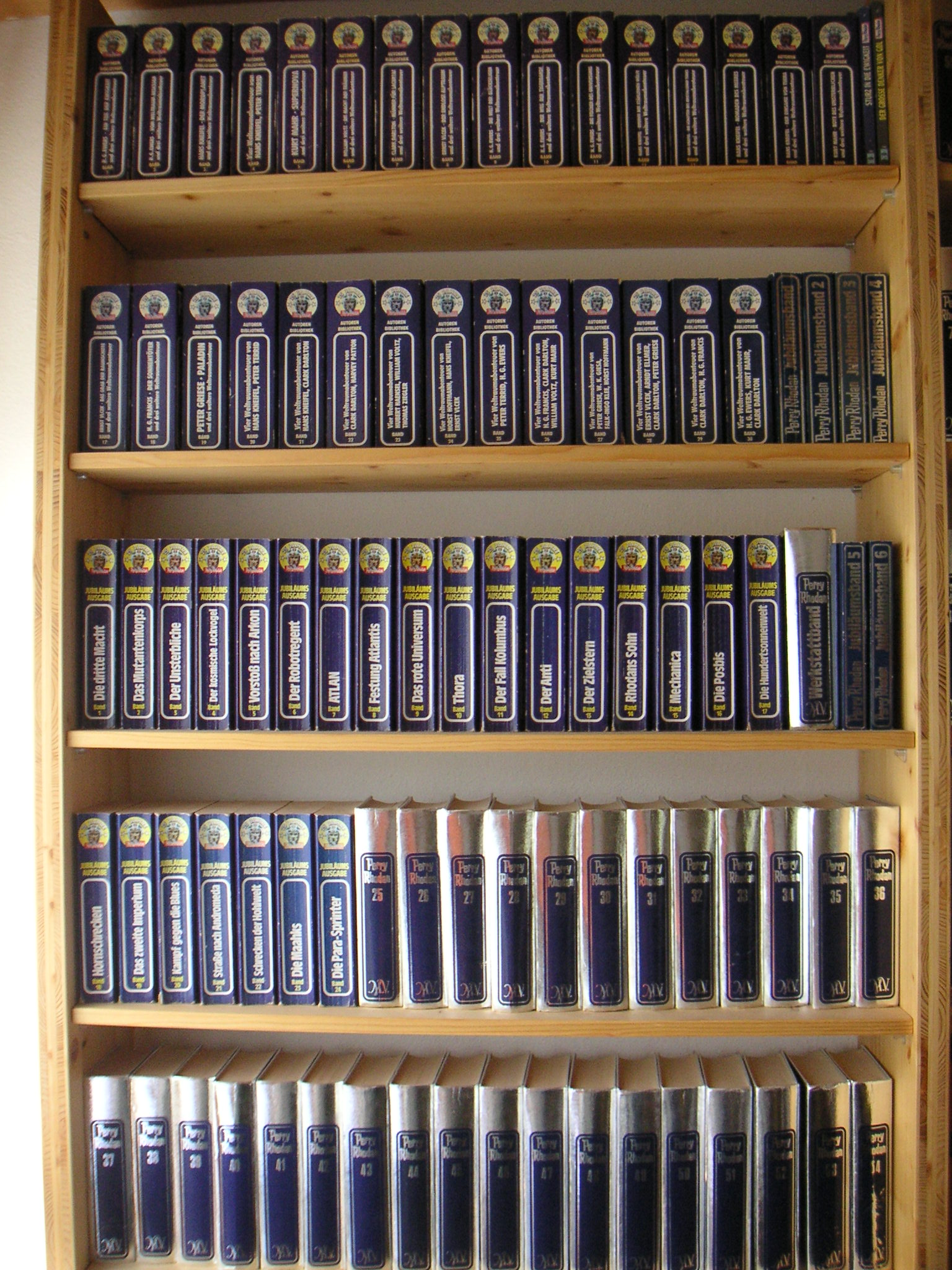
Coleção de livro Perry Rhodan

Atlan e Árcon é um dos ciclos da série literária de ficção científica Perry Rhodan. 

## Sequência
A Terceira Potência  ←  2. Ciclo: Atlan e Arkon  →  Os Posbis

## Enredo
Desde o truque de Rhodan no sistema Betelgeuse, mais de cinquenta anos se passaram. A antiga Terceira Potência se expandiu e formou o Império Solar. Há um governo mundial terrano com sede na cidade de Terrânia, e os planetas Marte e Vênus, bem como as luas de Júpiter e Saturno, foram colonizados.
No ano de 2040, o arcônida Atlan emerge de sua base submarina no oceano Atlântico. Ele acorda de um estado de sono profundo no qual havia se colocado em 1971 ao imaginar que a humanidade não escaparia da guerra atômica. Atônito, o arcônida fica a par da nova situação da Terra e imediatamente tenta fugir para Árcon numa espaçonave terrana. Durante a fuga, ele se encontra com Rhodan que acaba derrotando-o em um duelo. 
Enquanto isso, o computador regente de Árcon, descobre que a Terra ainda existe e que Rhodan ainda vive, quando dois membros do Exército de Mutantes dão as costas ao planeta e traem Perry Rhodan.
Na Via Láctea, planetas inteiros estão sendo despovoados de forma misteriosa. Com a ajuda de Atlan e sua memória fotográfica, os terranos entram na pista dos druufs, que já tinham sido problemáticos anteriormente. Naquela época, Atlan vivia no continente terrano de Atlântica e havia recebido de Aquilo um ativador celular que prolongava sua vida. Segundo o arcônida, os atlantes foram exterminados durante a luta contra os druufs.
Os terráqueos descobrem que o despovoamento dos planetas é uma consequência de frentes de superposição entre o universo einsteiniano e o universo dos druufs. A partir de um dos mundos ameaçados, alguns terráqueos conseguem avançar para o outro universo pela primeira vez. Eles descobrem que ali o tempo passa 72.000 vezes mais lentamente que no universo einsteiniano e que os druufs estão prestes a invadir o universo normal. Também, os terranos encontram as pessoas desaparecidas, que haviam sido levadas para o universo dos druufs e acostumadas ao tempo nativo de lá. Assim, os druufs queriam acelerar seu próprio ritmo de tempo e igualá-lo ao do universo normal.
Crest menciona um circuito de segurança que seus antepassados devem ter instalado no computador regente. De fato, após alcançá-lo, Atlan acaba sendo reconhecido como um arcônida não degenerado com altas capacidades mentais, sendo designado Imperador do Grande Império. Com a ajuda da frota arcônida, os terranos, enfim, conseguem desferir uma ofensiva contra os druufs. Porém, os saltadores acabam descobrindo a localização da Terra com isso.
Thora, que se tornara esposa de Rhodan e sofria de leucemia, tenta negociar com o computador regente e é morta por um ara. Seu filho, Thomas Cardif, descobre sua verdadeira origem e passa a odiar o pai, Rhodan. Com a ajuda dos saltadores, ele tenta derrubar Atlan para se tornar imperador, não obtendo sucesso. Para amenizar o ódio dele por Rhodan, Cardif é submetido a um hipnobloco.
O terrano Ernst Ellert regressa do mundo dos druufs e traz dados do propulsor linear. O planeta Vagabundo, a pátria de Gucky, é atacado por desconhecidos e somente 28 ratos-castores sobrevivem. Por fim, em 2045, Crest decide se retirar para um mundo distante devido a sua idade avançada e acaba morrendo após um ataque de unithers renegados.

## Estatísticas
- Lançado nos anos de: 1962 - 1963
  - Clark Darlton: 15
  - Kurt Mahr: 13
  - Kurt Brand: 10
  - K. H. Scheer: 8
  - William Voltz: 4

## Resumos do ciclo
| Nr. Autor        | Título Resumo | Personagens Principais | No Brasil Tradutor                 |
| ---------------- | --- | --- | ---------------------------------- |
| 50 K. H. Scheer  | Atlan, o solitário do tempo O fascinante começo de uma nova aventura, um dos pontos mais altos da série Perry-Rhodan                            | Perry Rhodan, Atlan, Tenente-General Peter Kosnow, Tombe Gmuna                                                                             | 1977 S. Pereira Magalhães          |
| 51 Kurt Brand    | O soro da vida fuga no zoológico galáctico! Humanos estão fugindo                                                                               | John Marshall, Laury Marten, Rohun, Huxul, Otznam, Man Regg, Futgris, Graf Rodrigo de Berceo                                               | 1977 Richard Paul Neto             |
| 52 Clark Darlton | O Pseudo Quem com Gucky brinca perde as estribeiras - ou suja as calças                                                                         | Perry Rhodan, Gucky, John Marshall, Laury Marten, Conde Rodrigo de Berceo, Glogol                                                          | 1977 Richard Paul Neto             |
| 53 Kurt Mahr     | Os condenados de Isan Seu mundo sofreu o destino que a terra conseguiu se salvar.                                                               | Perry Rhodan, John Marshall, Laury Marten, Ivsera, Irwin, Ferial                                                                           | 1977 Richard Paul Neto             |
| 54 K. H. Scheer  | O duelo O prisioneiro da segurança solar usa do seu secreto trunfo e foge. A segunda aventura de Atlan                                          | Perry Rhodan, Gucky, Atlan, Tombe Gmuna, Marlis Gentner                                                                                    | 1977 Richard Paul Neto             |
| 55 Kurt Brand    | A sombra do Supercrânio Na mais incerta fase da frota espacial solar - um agente cósmico envia um chamado de emergência                         | Fellmer Lloyd, Jim Markus, Kuri Oneré, O-oftftu-O, Gregor Tropnow                                                                          | 1977 Richard Paul Neto             |
| 56 Clark Darlton | Os mortos vivem O regente de Árcon experimenta a verdade - e Gucky descobre um novo amigo                                                       | Perry Rhodan, André Noir, Fellmer Lloyd, Gucky, Gregor Tropnow, Nomo Yatuhin, Mansrin                                                      | 1977 Richard Paul Neto             |
| 57 Kurt Mahr     | O Atentado Eles querem matar o administrador do Império Solar! O primeiro expansionismo Colonial!                                               | Perry Rhodan, Horace O. Mullon, Fraudy Nicholson, Walter S. Hollander, Flagellan, O'Bannon                                                 | 1977 Richard Paul Neto             |
| 58 Clark Darlton | Ataque do invisível O incrível choca a todos - e grande desaparecimento começa                                                                  | Perry Rhodan, Talamon, Tenente coronel Baldur Sikermann, Kadett Becker, Gucky, Tenente Marcel Rous                                         | 1977 Richard Paul Neto             |
| 59 Kurt Mahr     | O regresso do Nada a área de penetração devora a população de um planeta - mas três terranos voltam                                             | Leutnant Marcel Rous, Fellmer Lloyd, Rosita Peres, Comissário Flaring, Perry Rhodan                                                        | 1977 Richard Paul Neto             |
| 60 K. H. Scheer  | Fortaleza Atlântida Os Arconidas defendendo sistema solar - há 10000 anos atrás. - A terceira aventura de Atlan!                                | Perry Rhodan, Atlan, Tarts, Feltif | 1977 Richard Paul Neto             |
| 61 Clark Darlton | O Robô Espião Robôs também cometem erros - mesmo que eles tenham dois cérebros                                                                  | Perry Rhodan, Reginald Bull, Gucky, Atlan, Jost Kulman                                                                                     | 1977 Richard Paul Neto             |
| 62 Kurt Mahr     | Os anões azuis 8000 banidos querem sobreviver! A segunda aventura colonial terrestre!                                                           | Horace O. Mullon, Fraudy Mullon, Milligan, Pashen, Harper, Glannon, Cislarczik                                                             | 1977 Richard Paul Neto             |
| 63 Clark Darlton | Os Microtécnicos Um caçada armada aos humanos - 20000 Swoon são raptados                                                                        | Perry Rhodan, Reginald Bull, Gucky, Jost Kulman, Berenak, Waff, Markas, Drog                                                               | 1977 Richard Paul Neto             |
| 64 Clark Darlton | A prisão do tempo Milhares de anos em um dia! - Seis Terranos em uma estranha Dimensão                                                          | André Noir, Marcel Rous, Fritz Steiner, Iwan Ragow, Fred Harras                                                                            | 1977 Richard Paul Neto             |
| 65 Clark Darlton | Um sopro de eternidade Os druuf enviam seus servos                                                                                              | Perry Rhodan, Reginald Bull, Ras Tschubai, Gucky, Marcel Rous, Erb                                                                         | 1977 Richard Paul Neto             |
| 66 Kurt Mahr     | Os escravos cósmicos Um erro mortal dos Peepsies: Terranos não são escravos.- A Terceira aventura colonial!                                     | Chellish, Horace O. Mullon, Pashen, Milligan, O'Bannon, Capitão Blailey                                                                    | 1977 Richard Paul Neto             |
| 67 Kurt Brand    | Interlúdio em Silico V Ele é filho de dois mundos - somente cinco humanos sabem o segredo da sua origem                                         | Perry Rhodan, Thora, Leutnant Thomas Cardif, Crest da Zoltral, Reginald Bull                                                               | 1977 Richard Paul Neto             |
| 68 Kurt Mahr     | A caça das dimensões O Planeta Peregrino esta desaparecendo.- Seus habitantes teram que morrer…?                                                | Perry Rhodan, Reginald Bull, Atlan, Gorlat, Tompetch                                                                                       | 1977 Richard Paul Neto             |
| 69 Clark Darlton | A morte espera no semiespaço Eles se tornam gigantes - no planeta que jaz do espaço semi-infinito                                               | Perry Rhodan, Ras Tschubai, ES, Atlan, Nathan, Mike Tompetch                                                                               | 1977 S. Pereira Magalhães          |
| 70 K. H. Scheer  | Últimos dias de Atlântida Nave TOSOMA de Arcon em sua última batalha: A tripulação prende seu almirante! - A quarta aventura de Atlan           | Perry Rhodan, Reginald Bull, Gucky, Atlan, Tarts, Homunk, Inkar                                                                            | 1977 Richard Paul Neto             |
| 71 Kurt Brand    | Tigris erra o salto 32 homens da segurança solar em um ação especial contra o Computador-Regente!                                               | Perry Rhodan, Major Clyde Ostal, Peter H. Hasting, S. Seegers, General Sutokk, Egg-or, Tako Kakuta                                         | 1977 Richard Paul Neto             |
| 72 Kurt Mahr     | Os embaixadores de Aurigel FAIR LADY trai sua origem!- A quarta aventura colonial                                                               | Horace O. Mullon, Chellish, Iiy-Jüür-Eelie, Gii-Yeep, Wee-Nii                                                                              | 1977 S. Pereira Magalhães          |
| 73 Kurt Mahr     | Os três Desertores Um novo movimento de xadrez na guerra de nervos galatica! 7000 naves se preparam para entrar em combate!                     | Perry Rhodan, Chellish, Horace O. Mullon, Walter Suttney, Ronson Lauer                                                                     | 1977 Richard Paul Neto             |
| 74 William Voltz | O Pavor Um Telepata chega a bordo da K-262 - e com ele o inominável cinza                                                                       | Colonel Markus Everson, Walt Scoobey, Goldstein, Mataal, Kadett Ramirez                                                                    | 1977 Richard Paul Neto             |
| 75 K. H. Scheer  | O Universo vermelho A velocidade é a sua melhor arma… O Hussar corre no cruzador espacial CALIFORNIA                                            | Perry Rhodan, Fellmer Lloyd, Atlan, Baldur Sikerman                                                                                        | 1977 Richard Paul Neto             |
| 76 Clark Darlton | Sob as estrelas de Druufon Harno, o televisor vivo, e Onot, o espírito vindo do passado - duas grandes ajudas em um momento de emergência!      | Perry Rhodan, Reginald Bull, Colonel Marcus Everson, Harno, Gucky, Atlan, Tommy-1, Onot                                                    | 1977 Maria Madalena Würth Teixeira |
| 77 Clark Darlton | Nas algemas da eternidade O espírito de um terrestre - em um corpo de um monstro das estrelas                                                   | Perry Rhodan, Allan D. Mercant, Gucky, Atlan, Onot-Ellert, Harno, Stootz                                                                   | 1977 Maria Madalena Würth Teixeira |
| 78 Kurt Brand    | O sacrifício de Thora A sua expectativa de vida se direciona ao zero - mas inflexível ela desafia seu destino em uma missão…                    | Thora, Dr. Villnoess, General Conrad Deringhouse, Reginald Bull, Leutnant Hendrik Olavson, Taa-Rell, Ishy Matsu, Perry Rhodan              | 1977 Richard Paul Neto             |
| 79 Kurt Mahr     | O Inferno atômico 500.000 homens esperam em vão a ordem de ataque ! - O Chefe estará morto ?                                                    | Major Paul Brackett, General Conrad Deringhouse, Perry Rhodan, Reginald Bull, Atlan, Fellmer Lloyd, Mike Judson                            | 1977 Richard Paul Neto             |
| 80 Kurt Mahr     | Nas cavernas dos Druufs O chamado de SOS vem do universo dos Druuf - entretanto apenas os terranos conhecem o alfabeto morse…                   | Perry Rhodan, Reginald Bull, Atlan, Fellmer Lloyd, Captain Marcel Rous, Major Clyde Ostal, General Conrad Deringhouse, Ras Tschubai, Gucky | 1977 Richard Paul Neto             |
| 81 Clark Darlton | A nave dos antepassados Homens servindo maquinas - na nave fantasma vinda do passado                                                            | Gucky, A-3, Ps-5, M-4, M-7, R-75, Wilmar Lund                                                                                              | 1977 Richard Paul Neto             |
| 82 Kurt Mahr     | Xeque-mate: Universo Uma batalha espacial em um front sitiado - um novo golpe 'A isca cósmica'                                                  | John Marshall, André Noir, Ras Tschubai, Gucky, Julian Tifflor, Tama Yokida, Franklin Lubkov                                               | 1977 S. Pereira Magalhães          |
| 83 Kurt Brand    | Planeta Topsid, Favor responder! A Kublai-Khan e o corpo de mutantes em uma operação secreta, o desastre pode acontecer em questão de segundos! | Perry Rhodan, Reginald Bull, Gucky, Atlan, Tgex-go, Gallus                                                                                 | 1978 Richard Paul Neto             |
| 84 Clark Darlton | Recrutas de Árcon Um moderno cavalo de Tróia - construído em Zalit - e a caminho de Árcon!                                                      | Perry Rhodan, Jeremy Toffner, Admiral Calus, Roger Osega, Gucky, Ras Tschubai, Tako Kakuta                                                 | 1978 Richard Paul Neto             |
| 85 Clark Darlton | Escola de Guerra Naator Suas Mascaras são perfeitas - entretanto seus corpos podem trai-los!                                                    | Perry Rhodan, Jeremy Toffner, Roger Osega, Rhog, André Noir, Boris                                                                         | 1978 Maria Madalena Würth Teixeira |
| 86 K. H. Scheer  | A Chave do poder Eles vêm como destruidores - e não sabem que a sua estratégia é inútil…                                                        | Atlan, Perry Rhodan, Reginald Bull, Tako Kakuta, Ras Tschubai, Sergeant Huster, Epetran                                                    | 1978 Richard Paul Neto             |
| 87 William Voltz | As Cavernas do sono Foi lhes prometido um futuro de sorte - entretanto o plano era trair a raça humana                                          | Maurice Dunbee, Richard Kennof, Owen Cavanaugh, Le Boeuf, Fedor Piotrowski, Shane, Hardiston                                               | 1978 Richard Paul Neto             |
| 88 K. H. Scheer  | O caso Columbus Um radiograma os entrega - e a batalha em torno da Terra se inflama                                                             | Perry Rhodan, John Marshall, Gucky, Julian Tifflor, Atlan, Bidge, Aluf Tehete                                                              | 1978 S. Pereira Magalhães          |
| 89 Kurt Brand    | A grande hora de Gucky Um filho traiu seu pai - e os negociantes galácticos vem sua hora chegar                                                 | Perry Rhodan, Reginald Bull, Thomas Cardif, Gucky, Atlan, Corporal Douglas                                                                 | 1978 S. Pereira Magalhães          |
| 90 Kurt Brand    | Atlan em perigo Seu ódio não conhece fronteiras - e a Revolta contra Árcon e apenas um meio dele atingir seu objetivo                           | Perry Rhodan, Reginald Bull, Gucky, Atlan, Thomas Cardif, Frank Lemmon, Cokaze                                                             | 1978 Richard Paul Neto             |
| 91 Clark Darlton | O Regresso de Ernst Ellert Um espírito não pode ser preso! - Onot-Ellert diante a alta corte de Druufon!                                        | Ernst Ellert, Onot, Perry Rhodan, Captain Marcel Rous, Gucky, Leutnant Mundi                                                               | 1978 Richard Paul Neto             |
| 92 William Voltz | Missão secreta: Moluque Um nave destroçada combate as experiências com Terranos no deserto de Moluque -há 20000 anos luz da sua pátria…         | Oberst Marcus Everson, Samy Goldstein, Poul Weiß, Walt Scoobey, Dr. Morton, Murgut, Napoleon                                               | 1978 Richard Paul Neto             |
| 93 Kurt Mahr     | O inimigo oculto Um Robô morre - e sua morte resulta em uma investigação policial…                                                              | Thomea Untcher, Ran Loodey, Kayne Stowes, Phil Lenzer, Ted Dunyan, Pthal, Grghaok, Urrhooch, Lchox, Nathael, Echnatal, Aktar               | 1978 S. Pereira Magalhães          |
| 94 Clark Darlton | O sol chamejante Eles despertam - e a espaço nave se torna um inferno!                                                                          | Perry Rhodan, Reginald Bull, Gucky, A-3, M-4, M-7, Wilmar Lund                                                                             | 1978 Richard Paul Neto             |
| 95 Clark Darlton | Céu sem estrelas Eles seguem o chamando espiritual do planeta peregrino - e rumam para o espaço entre as galaxias                               | Perry Rhodan, Reginald Bull, Wuriu Sengu, Gucky, ES, Baldur Sikerman, Nex, Regoon, Laar, Gorat                                             | 1978 Richard Paul Neto             |
| 96 K. H. Scheer  | O Mistério do Anti O destino de um reino estelar nas mãos de um ladrão! A sétima aventura de Atlan!                                             | Perry Rhodan, John Marshall, Iwan I. Goratschin, Atlan                                                                                     | 1978 Richard Paul Neto             |
| 97 Kurt Brand    | O Preço do poder Eles apreendem a ter medo – ‘As mentiras de Solten’                                                                            | Perry Rhodan, Reginald Bull, Gucky, Atlan, Thomas Cardif, Cokaze                                                                           | 1978 Richard Paul Neto             |
| 98 Kurt Brand    | Forças desencadeadas Um tremendo experimento - e um Planeta vai pelo ares                                                                       | Perry Rhodan, Reginald Bull, Gucky, Walter Grimpel, Joe Pasgin, McIntosh                                                                   | 1978 S. Pereira Magalhães          |
| 99 William Voltz | Um amigo da humanidade Os exilados chegam e um homem solitário não tem tempo de morrer                                                          | Crest, Golath, Liszog, Zerft, Perry Rhodan, Reginald Bull, Leutnant Chad Tunscher                                                          | 1978 S. Pereira Magalhães          |